# John Wilmot, 2. jarl af Rochester
John Wilmot Anden Jarl af Rochester (født 1. april 1647, død 26. juli 1680) var en engelsk libertiner, ven af kong Charles II og forfatter af megen satirisk og sjofel poesi. Han var gift med den kvindelige arving, Elizabeth Malet, men havde mange elskerinder, deriblandt skuespillerinden, Elizabeth Barry. Det er almindeligt opfattet, at han frasagde sig sin ateisme på sit dødsleje.

## Biografi
Rochester blev født i Ditchley, Oxfordshire. Hans mor, Anne St. John grevinde af Rochester, var tilhænger af parlamentet med hældning mod puritanisme. Hans far, Henry Wilmot, en fordrukken royalist af anglo-irsk slægt, var blevet jarl af Rochester i 1652 på grund af militærtjeneste for Charles II under hans eksil under republikken (under Cromwell). Han døde udenlands i 1658 to år før genindsættelsen af Stuarterne i England. 
Som 12-årig immatrikulerede han på Wadham College, Oxford, hvor det blev sagt, han "blev demoraliseret". To år senere, som 14-årig, blev han overdraget med en MA af Edward Hyde, jarl af Clarendon, som var universitetsrektor samt Rochesters onkel. Efter at havde gennemført en såkaldt "Grand Tour" i Frankrig og Italien, vender Rochester tilbage til London, hvor han "graced the Restoration court". Senere, gjorde hans modighed i søkamp mod hollænderne en helt. 
I 1667 giftede han sig med Elizabeth Malet, en åndfuld arving, som han havde forsøgt at bortføre to år tidligere. Samuel Pepys beskriver begivenheden i hans dagbog d. 28. maj 1665:
```
"Thence to my Lady Sandwich's, where, to my shame, I had not been a great while before.

Here, upon my telling her a story of my Lord Rochester's running away on Friday night last with Mrs Malet,

the great beauty and fortune of the North, who had supped at Whitehall with Mrs Stewart,

and was going home to her lodgings with her grandfather, my Lord Haly, by coach;

and was at Charing Cross seized on by both horse and footmen, and forcibly taken from him,

and put into a coach with six horses, and two women provided to receive her, and carried away.

Upon immediate pursuit, my Lord of Rochester (for whom the King had spoke to the lady often,

but with no success) was taken at Uxbridge; but the lady is not yet heard of,

and the King mighty angry and the Lord sent to the Tower."
```